# Koncer Kidul
Koncer Kidul is een bestuurslaag in het regentschap Bondowoso van de provincie Oost-Java, Indonesië. Koncer Kidul telt 4881 inwoners (volkstelling 2010).